# Crémant d’Alsace

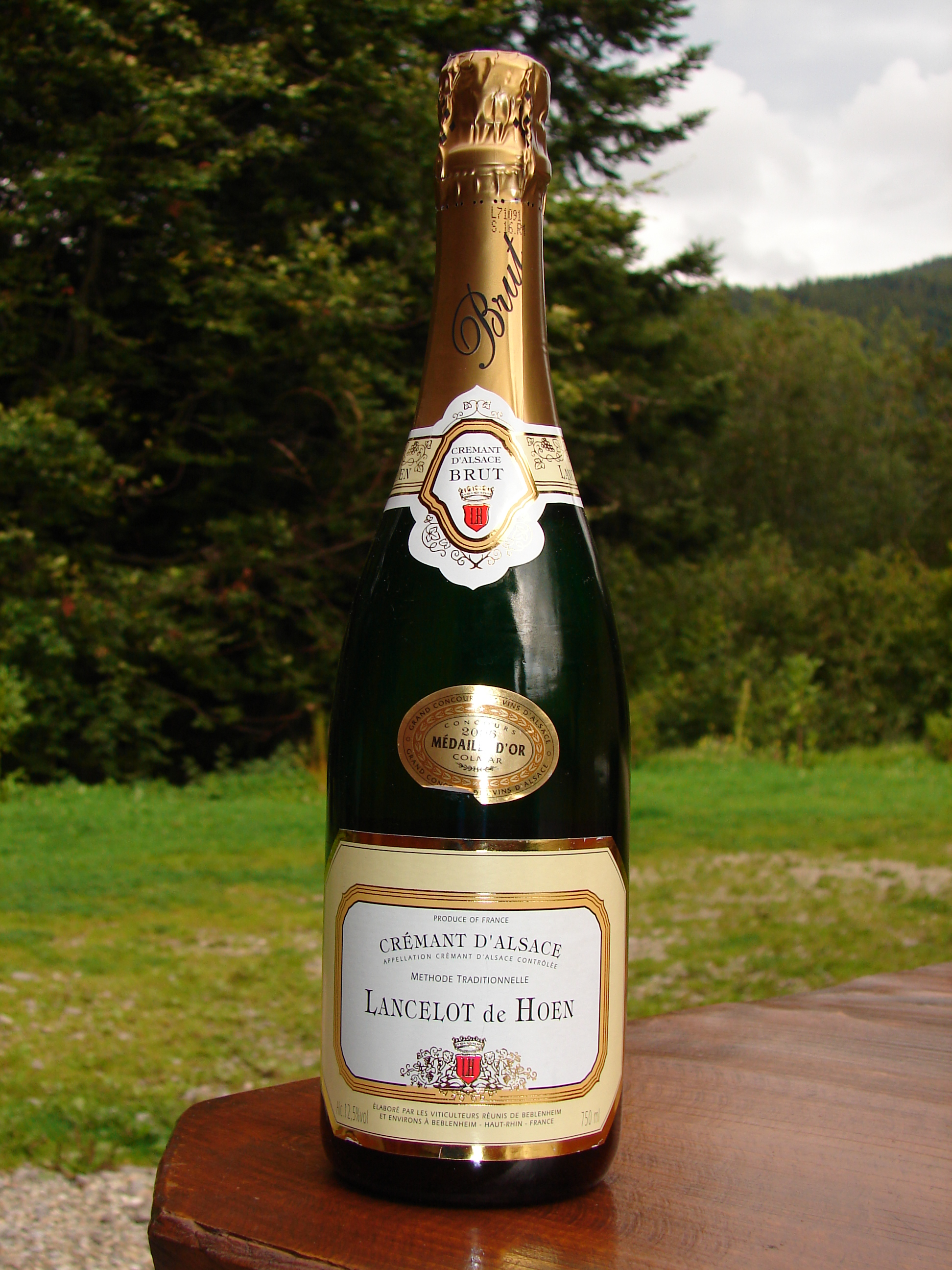
Crémant d’Alsace

Der Crémant d’Alsace ist ein alkoholhaltiger Schaumwein aus der Weinbauregion Elsass mit etwa zwölf Volumenprozent. Die Schaumweine dieser Region zeichnen sich durch ihren fruchtigen Charakter aus und werden in der Hauptsache aus den Rebsorten Pinot Blanc und Auxerrois, zum Teil auch aus den Sorten Pinot gris, Pinot Noir, Riesling oder Chardonnay verschnitten. Der seltenere Crémant d’Alsace rosé wird aus dem Pinot Noir gekeltert. Die verarbeiteten Trauben dürfen per Gesetz ausschließlich aus dem Elsass kommen.

## Entstehung des BegriffsCrémant
Aufgrund der Anwendung der klassischen Flaschengärung, das dem Herstellverfahren des Champagners gleicht, wird der Wein als Crémant bezeichnet; ein Indiz für hohe Qualität. Der Begriff Crémant wurde frankreichweit eingeführt, als sich die Weinbauern der Champagne erfolgreich beim Verbot der weltweit gebräuchlichen Bezeichnung Méthode Champenoise zur Charakterisierung der Flaschengärung durchsetzten. Im Vergleich zu einem Winzer-Champagner ist der Crémant d’Alsace mit etwa acht bis zehn Euro pro Flasche deutlich günstiger, kann im Vergleich zu einem Champagner nicht so lange gelagert werden. Der Crémant sollte spätestens vier Jahre nach Abfüllung der Flasche bei einer Trinktemperatur von fünf bis sieben Grad Celsius genossen werden.

## Erntemengen
Obwohl ähnlich hergestellter Schaumwein im Elsass schon seit langem existierte, wurde die Schutzbezeichnung AOC Crémant d’Alsace erst am 24. August 1976 eingeführt. Nach zaghaften Anfängen bis 1979 nahm die gekelterte Menge seither kontinuierlich zu. Im Jahr 2004 wurden insgesamt 214.946 Hektoliter Crémant d’Alsace von mehr als 500 Winzern deklariert. Dieses Volumen lag um 35 Prozent über dem durchschnittlichen Ertrag der Jahre 1999 bis 2003.
Der Basisertrag, also die Erntebeschränkung, liegt bei hohen 100 Hektoliter pro Hektar; ein Betrag der jahrgangsabhängig noch um bis zu 20 Prozent nach oben korrigiert werden kann.
Die Herstellung teilt sich dabei zu nahezu gleichen Teilen auf die Départements Bas-Rhin und Haut-Rhin auf.
Die Beeren werden meist einige Tage vor der Ernte normaler Stillweine gelesen, da die Grundweine eines Schaumweines über ein kräftiges Säuregerüst verfügen sollten. Der Mindestzuckergehalt des Mosts zum Grundwein muss allerdings mindestens 145 Gramm pro Liter betragen.

## Die Sprache des Etiketts
Zusätzlich zur Schutzbezeichnung „AOC Crémant d’Alsace“ können auf dem Etikett die Bezeichnungen Blanc de Blancs, Blanc de Noirs, Brut, Millésimé, Rosé und Sigillé aufgeführt werden. Diese bedeuten:
- Brut: trockener Ausbau mit einem maximalen Zuckergehalt von 15 Gramm pro Liter.
- Millésimé: Die Beeren der im Crémant verwendeten Grundweine stammen aus einem Jahrgang.
- Rosé: Der Crémant wurde zumindest mit einem roten Grundwein verschnitten, der aus Pinot-Noir-Reben gekeltert wurde.
- Sigillé: Der Crémant wurde von der Confrérie Saint-Étienne prämiert.

## Film
- 360° Geo-Reportage – Crémant, der feine Elsässer zum Fest. Dokumentarfilm, Deutschland, 2017, 52:18 Min., Buch und Regie: Jean-Luc Nachbauer, Produktion: MedienKontor, Geo, arte, Reihe: 360° Geo-Reportage, Erstsendung: 31. Dezember 2018 bei arte, Inhaltsangabe von ARD.